# Kalenborn (bei Kaisersesch)
Kalenborn, amtliche Schreibweise bis zum 6. Dezember 1935: Calenborn, ist eine Ortsgemeinde im Landkreis Cochem-Zell in Rheinland-Pfalz. Sie gehört der Verbandsgemeinde Kaisersesch an.

## Geographie

### Geographische Lage
Kalenborn liegt in der Osteifel. Umgeben von Wäldern erstreckt sich die Gemeinde in Tallage entlang des Kalenborner Baches, eines Nebengewässers der Elz. Die Gemarkungsgrenze von Kalenborn bildet im Nordwesten gleichzeitig die Grenze des Landkreises Cochem-Zell zum Landkreis Vulkaneifel und im Nordosten zum Landkreis Mayen-Koblenz.

### Nachbarorte
Nachbarorte von Kalenborn sind die Ortsgemeinden Ditscheid und Bermel im Norden, Hauroth im Südosten, Eppenberg im Süden, sowie Oberelz im Westen.

## Geschichte
Erstmals wurde der Ort 1326 erwähnt. In der Folge setzte sich in Kalenborn eine eigene Gerichtsbarkeit durch, die auch die Gemeinde Eppenberg umfasste. Bis zum Ende des 18. Jahrhunderts gehörte der Ort zum kurtrierischen Amt Monreal. Die Inbesitznahme des Linken Rheinufers durch französische Revolutionstruppen beendete die alte Ordnung. Kalenborn wurde französisch und von 1795 bis 1814 Teil der Französischen Republik (bis 1804) und anschließend des Französischen Kaiserreichs. Nach der Niederlage Napoleons wurde die gesamte Region 1815 auf dem Wiener Kongress dem Königreich Preußen zugeordnet. Nach dem Ersten Weltkrieg zeitweise französisch besetzt, und nach dem Zweiten Weltkrieg der französischen Besatzungszone zugeordnet, ist der Ort seit 1946 Teil des damals neu gebildeten Landes Rheinland-Pfalz.
Statistik zur Einwohnerentwicklung
Die Entwicklung der Einwohnerzahl von Kalenborn, die Werte von 1871 bis 1987 beruhen auf Volkszählungen:
| Jahr | Einwohner |
| ---- | --------- |
| 1815 | 166       |
| 1835 | 245       |
| 1871 | 237       |
| 1905 | 280       |
| 1939 | 276       |
| 1950 | 264       |
| 1961 | 230       |

| Jahr | Einwohner |
| ---- | --------- |
| 1970 | 252       |
| 1987 | 243       |
| 1997 | 211       |
| 2005 | 224       |
| 2011 | 217       |
| 2017 | 229       |
| 2023 | 245       |

## Politik

### Gemeinderat
Der Gemeinderat in Kalenborn besteht aus sechs Ratsmitgliedern, die bei der Kommunalwahl am 9. Juni 2024 in einer Mehrheitswahl gewählt wurden, und dem ehrenamtlichen Ortsbürgermeister als Vorsitzendem.

### Bürgermeister
Jürgen Thomas wurde am 23. August 2023 Ortsbürgermeister von Kalenborn. Nach 15-monatiger Vakanz wählte der Gemeinderat den bisherigen Ersten Beigeordneten zum neuen Ortsbürgermeister. Da bei der Direktwahl am 9. Juni 2024 kein Wahlvorschlag eingereicht wurde, oblag die Neuwahl des Bürgermeisters gemäß rheinland-pfälzischer Gemeindeordnung dem Rat, der auf seiner konstituierenden Sitzung am 3. Juli 2024 den bisherigen Ortsbürgermeister Jürgen Thomas einstimmig für weitere fünf Jahre in seinem Amt bestätigte.
Bevor das Amt 15 Monate lang vakant war, hatte es Werner Arenz inne. Zuletzt war er am 18. Juni 2019 durch den damaligen Gemeinderat einstimmig in seinem Amt bestätigt worden, da bei der Direktwahl am 26. Mai 2019 kein Bewerber angetreten war. Arenz kündigte 2021 an, mit Wirkung zum 31. Mai 2022 vorzeitig sein Amt niederzulegen. Da für eine am 20. März 2022 angesetzte Neuwahl kein gültiger Wahlvorschlag eingereicht wurde, oblag die Wahl eines Nachfolgers gemäß Gemeindeordnung erneut dem Rat von Kalenborn. Da dieser keinen Bewerber finde konnte, wurde Albert Jung, Bürgermeister der Verbandsgemeinde Kaisersesch, von der Kommunalaufsicht mit Wirkung vom 1. März 2023 für ein halbes Jahr als Beauftragter eingesetzt.

## Kultur und Sehenswürdigkeiten

### Bauwerke
In der Denkmalliste des Landes Rheinland-Pfalz (Stand: 2020) wird als Kulturdenkmal die Alte Schule in der Burgstraße 2, bezeichnet 1909, genannt. Zusätzlich wird noch ein nordöstlich des Ortes gelegener Meilenstein aus dem 19. Jahrhundert aufgelistet.
Siehe auch: Liste der Kulturdenkmäler in Kalenborn

### Naturdenkmal
Nordöstlich von Kalenborn steht in der Flur In der Weidenwies die „Dicke Eiche“, eine etwa 450 Jahre Stieleiche mit einem Stammumfang von knapp fünf Metern.
Siehe auch: Liste der Naturdenkmale in Kalenborn

### Regelmäßige Veranstaltungen
Jährlich am 3. Oktober, dem Tag der Deutschen Einheit, findet in Kalenborn ein vom Verein der Bobbycar-Freunde in der Nähe der „Dicken Eiche“ ausgerichtetes Rennen statt. Im Jahr 2022 – nach zweijähriger Corona-Pause – konnte die 20. Auflage der Traditionsveranstaltung gefeiert werden.

## Wirtschaft und Infrastruktur

### Öffentliche Einrichtungen
Die Ortsgemeinde verfügt über ein neugebautes Gemeindehaus mit integriertem Feuerwehrtrakt, das für Veranstaltungen genutzt werden kann.

### Verkehr
Kalenborn liegt an der Kreisstraße 11, über die als nächstgelegene übergeordnete Straßenverbindungen in südlicher Richtung bei Laubach die Landesstraße 99 und die Bundesautobahn 48, in nördlicher die Landesstraße 96 erreicht werden können.